# Taypaliito
Taypaliito es un género de arañas cangrejo de la familia Thomisidae. Contiene una sola especie, Taypaliito iorebotco. La especie fue descrita por Barrion & Litsinger en 1995.

## Distribución
Se distribuye por Asia: Filipinas.